# Deutscher Landkreistag
Der Deutsche Landkreistag e. V. (DLT) ist der kommunale Spitzenverband aller 294 Landkreise auf Bundesebene mit Sitz in Berlin. Der eingetragene Verein repräsentiert 74 Prozent der Aufgabenträger, 68 Prozent der Bevölkerung und 96 Prozent der Fläche Deutschlands.

## Föderaler Aufbau
Der Verband ist föderal organisiert. Seine unmittelbaren Mitglieder sind die Landkreisverbände in den 13 Flächenstaaten Deutschlands, deren Aufgabenbereich dem des Deutschen Landkreistages auf Bundesebene entspricht:
- Landkreistag Baden-Württemberg (35 Landkreise)
- Bayerischer Landkreistag (71 Landkreise)
- Landkreistag Brandenburg (14 Landkreise)
- Hessischer Landkreistag (21 Landkreise)
- Landkreistag Mecklenburg-Vorpommern (6 Landkreise)
- Niedersächsischer Landkreistag (37 Landkreise)
- Landkreistag Nordrhein-Westfalen (31 Kreise)
- Landkreistag Rheinland-Pfalz (24 Landkreise)
- Landkreistag Saarland (6 Landkreise)
- Sächsischer Landkreistag (10 Landkreise)
- Landkreistag Sachsen-Anhalt (11 Landkreise)
- Schleswig-Holsteinischer Landkreistag (11 Kreise)
- Thüringischer Landkreistag (17 Landkreise)

Weitere unmittelbare Mitglieder sind (November 2005):
- der Kommunale Sozialverband Mecklenburg-Vorpommern
- der Kommunale Sozialverband Sachsen
- der Kommunalverband für Jugend und Soziales Baden-Württemberg
- der Landeswohlfahrtsverband Hessen
- der Landschaftsverband Rheinland
- der Landschaftsverband Westfalen-Lippe
- der Verband Region Rhein-Neckar
- der Regionalverband Ruhr
- der Verband der bayerischen Bezirke

## Aufgaben
Der Landkreisbereich umfasst rund 96 % der Fläche der Bundesrepublik Deutschland. In ihm leben derzeit ca. 56 Mio. Einwohner, das sind rund 68 % der Bevölkerung der Bundesrepublik Deutschland. Die Landkreise sind – wie die Gemeinden – verfassungsrechtlich den Ländern zugeordnet. Dennoch bestehen enge Beziehungen in den Bundesbereich hinein.
Die meisten Gesetze des Bundes werden durch kommunale Gebietskörperschaften vollzogen. Zur Verwirklichung seiner politischen Ziele ist der Bund auf die Mitwirkung der kommunalen Ebene angewiesen. Moderner kooperativer Föderalismus schließt deshalb auch die Landkreise und Gemeinden mit ein. Während die Länder nach dem Grundgesetz durch den Bundesrat die Möglichkeit haben, bei der gesetzgebenden Verwaltung des Bundes mitzuwirken, stellt die kommunale Selbstverwaltung ihre Mitarbeit durch die kommunalen Spitzenverbände den Organen des Bundesgesetzgebers – Bundesregierung, Deutscher Bundestag und Bundesrat – zur Verfügung.
Die Zusammenarbeit zwischen der Bundesregierung und den kommunalen Spitzenverbänden ist in der gemeinsamen Geschäftsordnung der Bundesministerien näher geregelt. Eine ähnliche Regelung findet sich in der Geschäftsordnung des Deutschen Bundestages. Beide Geschäftsordnungen stellen sicher, dass die Vertreter der kommunalen Spitzenverbände bei Gesetzgebungsvorhaben, die kommunale Anliegen berühren, von der Bundesregierung und den Ausschüssen des Bundestages rechtzeitig beteiligt und angehört werden.
Der Landkreistag erfasst mit seiner Aufgabenstellung die ganze Breite kommunaler Funktionen und vertritt die Interessen der deutschen Landkreise gegenüber Bundesregierung, Bundestag und Bundesrat.
Die laufenden Geschäfte dieser ständigen Zusammenarbeit werden von der Hauptgeschäftsstelle in Berlin erledigt. Die Verwaltung der Aufgabenbereiche obliegt dem Hauptgeschäftsführer, den Beigeordneten und den Referenten.
Die kommunalen Spitzenverbände wirken zum Teil auf Grund ausdrücklicher gesetzlicher Regelung in einer Vielzahl von Gremien und Einrichtungen des Bundes und der Länder beschließend oder beratend mit. Besondere Bedeutung kommt hierbei dem Finanzplanungsrat, dem Konjunkturrat und der Bund-Länder-Kommission für Bildungsplanung und Forschungsförderung sowie der Konzentrierten Aktion im Gesundheitswesen zu.
Verbandsintern hat der Landkreistag eine Informationsfunktion gegenüber seinen Mitgliedern. Er informiert die Landesverbände und – soweit erforderlich – auch die Landkreise über die Auswirkungen der Bundespolitik sowie über geplante Maßnahmen auf Bundesebene. Hierzu gehört beispielsweise die Unterrichtung über anstehende Gesetzesvorhaben. Darüber hinaus organisiert er den Erfahrungsaustausch unter den Kreisen und nimmt Einfluss auf die Meinungsbildung im kommunalen Bereich.
Zur Erledigung seines Auftrages, in der Öffentlichkeit für die Aufgaben und Einrichtungen der Landkreise Verständnis zu wecken, bedient sich der Deutsche Landkreistag der monatlich erscheinenden eigenen Fachzeitschrift „Der Landkreis“. Er beteiligt sich an diversen wissenschaftlichen Publikationen, insbesondere im Bereich des Kommunalrechts, und hält Kontakt zu Presse, Funk und Fernsehen.

## Gremien und Fachausschüsse
Zu den Gremien des Landkreistages zählen die alle fünf Jahre stattfindende Landkreisversammlung, der Hauptausschuss und das Präsidium. Der Hauptausschuss wird aus Delegierten gebildet, die von den Landesverbänden benannt werden. Er legt die Grundlinien der Verbandspolitik fest. Das Präsidium ist das verbandspolitische Führungsorgan, dem 13 Vorsitzende der Landesverbände, ein weiterer Repräsentant des Bayerischen Landkreistages, ein Vertreter der weiteren unmittelbaren Mitglieder, fünf weitere kooptierte Mitglieder zur besseren regionalen und politischen Ausgewogenheit und der Hauptgeschäftsführer angehören. Alle kommunalpolitisch bedeutsamen Angelegenheiten werden – meist nach Vorberatung durch die Fachausschüsse – vom Präsidium endgültig entschieden.
Zum Landkreistag gehören sieben Fachausschüsse:
- Verfassung, Verwaltung, Europa,
- Finanzen, Sparkassen, Daseinsvorsorge,
- Jugend, Bildung und Kultur,
- Umwelt und Planung,
- Wirtschaft und Verkehr,
- Arbeit und Soziales, sowie
- Gesundheits- und Veterinärwesen.

Da sich die Städte, Kreise und Gemeinden im zusammenwachsenden Europa verstärkt und vor allem rechtzeitig auf die Auswirkungen europäischer Gesetze und Verordnungen einstellen müssen, ist der DLT auch in Brüssel mit einem eigenen Büro mit insgesamt vier Referenten präsent.

## Geschichte des Deutschen Landkreistages

### Verband der Preußischen Landkreise
Die Landkreise gründeten erst 1916 – später als die anderen kommunalen Gebietskörperschaften – einen eigenen Verband zur Wahrnehmung ihrer Interessen. Die vorherigen Gründungsversuche scheiterten vor allem daran, dass die damals noch vom König ernannten Landräte eine Verbandsgründung für unvereinbar mit ihrer Stellung als „Organe der Staatsregierung“ hielten.
Nachdem im ersten Kriegsjahr die Verbandsgründung gescheitert war, unternahmen im Frühjahr 1916 Adolf von Achenbach (Landrat des Landkreises Teltow) und Felix Busch (Landrat des Kreises Niederbarnim) einen erneuten Versuch zur Gründung eines Verbandes der Preußischen Landkreise. Am 8. September 1916 fand im Sitzungssaal des Preußischen Landtags in Berlin die Gründungsversammlung statt. Anwesend waren Vertreter von 343 preußischen Kreisen – über 70 % der damals 487 preußischen Kreise. 27 Mitglieder und ihre Stellvertreter wurden in den provisorischen Verwaltungsrat gewählt, dazu gehörte sogar die königliche Familie. Zum ersten Mal tagte dieser Verwaltungsrat am 11. November 1916. Zum Vorsitzenden wurde Busch gewählt, zu seinem Stellvertreter von Achenbach. Landrat a. D. Oskar von den Osten wurde Vorsitzender des Verbandes.
Als der Verband der Preußischen Landkreise im Januar 1917 seine Tätigkeit aufnahm, gehörten ihm bereits 454 der preußischen Landkreise an. Die erste Geschäftsstelle lag im heutigen Berliner Bezirk Mitte – in der Potsdamer Straße 23a.
Die Wirren der Novemberrevolution von 1918 erreichten auch die Reichshauptstadt und beeinträchtigten die Anfänge der Verbandsarbeit.
Im Sommer 1919 beruhigte sich die politische Lage. Auf Grund des Versailler Friedensvertrages (Gebietsabtrennungen) verlor der Landkreisverband jedoch 54 seiner Mitglieder.
Nachdem das Büro des Verbandes in der Potsdamer Straße zu eng geworden war, erfolgte im September 1919 der Umzug in die neuen Räume in der Königin-Augusta-Straße 14. In einer zweiten ordentlichen Mitgliederversammlung des Landkreisverbandes – im April 1920 – beklagte der neue Geschäftsführer, Joachim von Bredow, die Verluste durch den Friedensvertrag.
Die Verlagerung der Zuständigkeiten auf Grund der neuen Verfassung des Deutschen Reiches, die am 11. August 1919 in Kraft trat, betraf auch den Landkreisverband. Er musste sich bei seiner Arbeit wesentlich häufiger mit den Reichsbehörden auseinandersetzen. Die Landkreise wurden bei der Vorbereitung von Gesetzen sowie bei der Besetzung von Gremien übergangen. Die logische Konsequenz schien eine Erweiterung des preußischen Verbandes auf das gesamte Reich zu sein.
Zur Absprache des Vorgehens wurde ein Ausschuss gebildet, der am 21. November zum ersten Mal zusammentraf und unter Beibehaltung der bisherigen Verträge den Verband Deutscher Landkreise gründete. Vorerst bestand dieser nur aus den Landesverbänden Preußen, Sachsen, Thüringen, Oldenburg und Mecklenburg-Schwerin. Am 26. November 1922 wurde der Verband in das Vereinsregister des Amtsgerichts Berlin eingetragen. Das Amt des Geschäftsführers des Deutschen und Preußischen Landkreistages übernahm Otto Constantin.
Im Dezember 1924 kaufte der Preußische Landkreistag das Grundstück Bellevue-Straße 5a samt Geschäftshaus in Berlin und zog dort mit seiner inzwischen personell aufgestockten Geschäftsstelle ein.
Nach dem Tod von Otto Constantin wurde 1928 Landrat Kurt Baron von Stempel zum Geschäftsführenden Präsidenten des Deutschen und Preußischen Landkreistages ernannt.
Der „schwarze Freitag“ im Oktober 1929 (Börsenkrach in New York) beendete die Phase scheinbarer Stabilität im Deutschen Reich, ließ die Arbeitslosenquote in die Höhe schnellen und brachte auch den Landkreistag in Finanznot. Nicht nur seine Mitarbeiter mussten Gehaltskürzungen hinnehmen, auch die Mitgliedsbeiträge wurden gekürzt.
Nach der Reichsexekution gegen Preußen am 20. Juli 1932 konnte der Landkreistag seine Interessenvertretung nicht mehr in der gewohnten Form betreiben.

### Machtübernahme der Nationalsozialisten
Die Machtübernahme der Nationalsozialisten bedeutete für den Landkreistag das vorläufige Ende. Der Reichstag und der Preußische Landtag wurden aufgelöst, allein in den Westprovinzen 36 Landräte bis zum 1. Juni 1933 abgesetzt. Von Achenbach trat am 29. März 1933 als Verbandsvorsitzender zurück. Zu seinem Nachfolger wurde der frühere Reichsinnenminister Walter von Keudell gewählt – allerdings nicht satzungsgemäß durch die Hauptversammlung, sondern durch den sich selbst dazu ermächtigenden Vorstand. Das formelle Ende des Deutschen und Preußischen Landkreistages war dann das „Gesetz über den Deutschen Gemeindetag“ vom 15. Dezember 1933. Alleiniger Rechtsnachfolger wurde der neu gegründete Deutsche Gemeindetag, in dem zwangsweise alle Gemeinden und Gemeindeverbände des Reichs zusammengeschlossen wurden.

### 1945 bis 1990
Mit der Besetzung des deutschen Staatsgebiets und dem Erlöschen der deutschen Reichsgewalt gingen alle staatlichen Behörden im Reich und in den früheren Reichsländern unter. Die Städte, Kreise und Gemeinden blieben als einzige deutsche Verwaltungseinrichtung übrig. Mit der Schaffung neuer Länder durch die Alliierten begann der Wiederaufbau einer neuen deutschen Staatlichkeit.
Auch im Landkreisbereich wurde die Neugründung angestrebt. Zwei Jahre nach dem Ende des Zweiten Weltkrieges waren überall in der britischen und amerikanischen Zone Landkreisverbände entstanden, 1948 wurden auch in der französischen Besatzungszone Landkreistage gebildet.
Auf der Sitzung des Arbeitsausschusses der Arbeitsgemeinschaft Hessischer Landkreise am 17. Dezember 1946 in Fulda (mit Vertretern württemberg-badischer Kreise) wurde abgesprochen, 1947 den Deutschen Landkreistag zonenübergreifend zu gründen. Den entscheidenden Anstoß dazu gab der Landrat des Kreises Ziegenhain, Heinrich Treibert.
Die Neugründung des DLT erfolgte am 10. Februar 1947 im Landratsamt in Höchst am Main. Vertreten waren die Landkreistage oder die ihnen entsprechenden Zusammenschlüsse von Schleswig-Holstein, Württemberg-Baden, Niedersachsen, Hessen, Nordrhein-Westfalen und Franken. Zum Präsidenten wurde Landrat Heinrich Treibert (Ziegenhain) bestimmt, zu seinem Stellvertreter Landrat August Dresbach (Gummersbach). Vorläufiger Hauptgeschäftsführer wurde Vizepräsident a. D. Schlüter.
Die erste Präsidialsitzung fand am 23. März 1947 in Ziegenhain statt, die erste Hauptausschusssitzung am 21. Mai 1947 auf der Burg Gleiberg bei Gießen. Landrat a. D. August Loos wurde in der Hauptausschusssitzung zum ersten DLT-Hauptgeschäftsführer gewählt.
Die Begründer des neuen Deutschen Landkreistages waren tief davon überzeugt, dass die Demokratie in Deutschland ihre Chance haben müsse. Die kommunale Selbstverwaltung sahen sie als Fundament der Demokratie und taten alles, um diese zu stärken.
Der Dienstsitz des Präsidenten des Deutschen Landkreistages (Präsidialbüro) wurde im Jahr 1948 nach Kassel verlegt – in die Wilhelmshöher Allee 2, einem Gebäude der EAM.
Die erste Landkreisversammlung am 23. März 1949 in der Frankfurter Paulskirche wurde mit rund 1000 Teilnehmern zum eindrucksvollsten Ereignis der Gründerzeit des Deutschen Landkreistages.
Zwischenzeitlich befand sich die DLT-Geschäftsstelle in Bad Godesberg, dem vorläufigen Sitz des neuen Deutschen Städtetages. Als sich mit der Schaffung der so genannten Bizone das Zentrum der Verwaltungstätigkeit nach Frankfurt hin orientierte, bemühte sich der DLT, seine Geschäftsstelle in den Frankfurter Raum zu verlegen. Die Räume des Bolongaropalastes in Frankfurt-Höchst blieben bis 1950 das Quartier der Hauptgeschäftsstelle. Bis zum Umzug in das Kreishaus des Kreises Siegburg mussten die Mitarbeiter der Hauptgeschäftsstelle von Frankfurt-Höchst nach Bonn pendeln, um ihre Aufgaben zu erfüllen. Erst 1959 zog die Geschäftsstelle nach Bonn um und fand in einem Haus in der Adenauerallee 136 ihre endgültige Bleibe.
Der Zeitraum nach dem Zweiten Weltkrieg bis zur Wiedervereinigung Deutschlands (3. Oktober 1990) lässt sich wie folgt gliedern:
- die Zeit des Wiederaufbaus;
- die Zeit der großen Reformen von Städten, Gemeinden, Kreisen;
- die Bundesrepublik ist ein saturiertes Mitglied der Europäischen Gemeinschaft.

In der zweiten Hälfte der 1960er und in der ersten Hälfte der 1970er Jahre standen die Reformbemühungen im Mittelpunkt. Die Gebiets- und Verwaltungsreform war das zentrale Ereignis für den kommunalen Raum. Die Entwicklung in den 1970er und 1980er Jahren wurde durch das wachsende soziale Engagement der Kreise gekennzeichnet. Das Zusammenwachsen Europas in dieser Zeit wirkte sich zunehmend auch im kommunalen Raum aus.

### 1990 bis heute
Nach der Wiedervereinigung Deutschlands haben sich die Rahmenbedingungen für das Verbandswesen insgesamt, vor allem aber auch für die kommunalen Spitzenverbände, ganz wesentlich verändert. Der Fall der Mauer bedeutete auch einen Neubeginn kommunaler Selbstverwaltung in der DDR. Der Demokratisierungsprozess begann dort von unten in den Städten, Gemeinden und Kreisen.
Schon bald nach der Öffnung der innerdeutschen Grenzen nahmen die Landesverbände und der DLT Kontakte zu den Kreisen in der DDR auf. Auch die Kreise der DDR suchten Kontakte zu westdeutschen Kreisen. Zwei Ziele wurden dabei angestrebt: Es sollte ein flächendeckendes Netz der unmittelbaren Unterstützung von Kreis zu Kreis entstehen und in den kommenden neuen Ländern waren Landesverbände und Landesgeschäftsstellen zu bilden. Beide Ziele konnten relativ kurzfristig erreicht werden.
Bevor die neuen Bundesländer entstanden, gab es bereits Geschäftsstellen der entsprechenden Landkreistage. Seit dem 3. Oktober 1990 gehören die Landkreistage Brandenburg, Mecklenburg-Vorpommern, Sachsen, Sachsen-Anhalt und Thüringen dem DLT an. Die Zahl von bisher acht Landesverbänden des DLT erhöhte sich somit auf 13. Der Prozess des Zusammenwachsens Deutschlands hatte also auch Rückwirkungen für den DLT und seine Hauptgeschäftsstelle: Die Organe (Hauptausschuss, Präsidium, Ausschüsse) mussten nun auf die 13 Landesverbände zugeschnitten werden.
Ende November 1990 fand im wiedervereinigten Deutschland die erste gemeinsame Tagung west- und ostdeutscher Kreise statt – und zwar auf der Jahrestagung des DLT in Bad Münstereifel (Kreis Euskirchen). Ein großes Ereignis war die DLT-Landkreisversammlung im Mai 1991 in der rheinland-pfälzischen Kur- und Badestadt Bad Neuenahr-Ahrweiler. Daran nahmen rund 1100 Gäste teil.
Seit dem 21. Februar 2000 ist der DLT in Berlin in der Lennéstraße 11 („Ulrich-von-Hassell-Haus“) zu erreichen.

### Präsidenten und Hauptgeschäftsführer des Deutschen Landkreistages

#### Präsidenten
- 1916–1917 Oskar Alexander Julius Karl von der Osten, Vorsitzender des Landkreisverbandes
- 1918–1922 Clemens A. von Schorlemer-Lieser, Vorsitzender des Landkreisverbandes
- 1922–1933 Adolf von Achenbach, Vorsitzender des Landkreisverbandes
- April 1933 bis Juni 1933 Walter von Keudell, Vorsitzender des Landkreistages
- 1947–1949 Heinrich Treibert
- 1949–1951 August Dresbach
- 1953–1960 Gustav Seebich
- 1960–1966 Philipp Held
- 1966–1970 Hans-Walter Conrady
- Oktober 1970–1978 Fritz Wilhelm
- 1978–1984 Karl-Heinrich Buhse
- 1984–30. November 1992 Joseph Köhler
- 1. Dezember 1992–30. November 1996 Otto Neukum
- 1. Dezember 1996–30. November 2002 Axel Endlein
- 1. Dezember 2002 – 18. März 2014 Hans Jörg Duppré
- 18. März 2014 – 10. September 2024 Reinhard Sager
- seit 10. September 2024 Achim Brötel

#### Hauptgeschäftsführer
- 1917–1920 Christian August Ulrich von Hassell, Verbandsdirektor/Geschäftsführer des Landkreisverbandes
- 1920–1921 Joachim Albert Michael von Bredow, Geschäftsführer des Landkreisverbandes
- 1921–1926 Otto Constantin, Erster Geschäftsführer des Landkreisverbandes
- 1926–1933 Kurt von Stempel, Geschäftsführer des Landkreistages
- August 1947 – Oktober 1953 August Loos
- Oktober 1953–1955 Friedrich Gramsch
- 1. Juli 1956–31. März 1962 Hans-Georg Wormit
- 1962–31. Dezember 1972 Friedrich-Constans Seifahrt
- 1973 – Juli 1977 Adalbert Leidinger
- 1. Januar 1977–31. Dezember 1989 Hans Tiedeken
- 1. Januar 1990–31. Dezember 2001 Hans-Henning Becker-Birck
- seit 1. Januar 2002 Hans-Günter Henneke (bis Ende 2025 bestellt[5])

## Beteiligungen
Der Deutsche Landkreistag ist Gesellschafter der PD – Berater der öffentlichen Hand.